# Nyamisangura
Nyamisangura è una circoscrizione urbana (urban ward) della Tanzania situata nel distretto di Tarime, regione del Mara. Conta una popolazione di 12 742 abitanti (censimento 2012).